# Johan Millberg

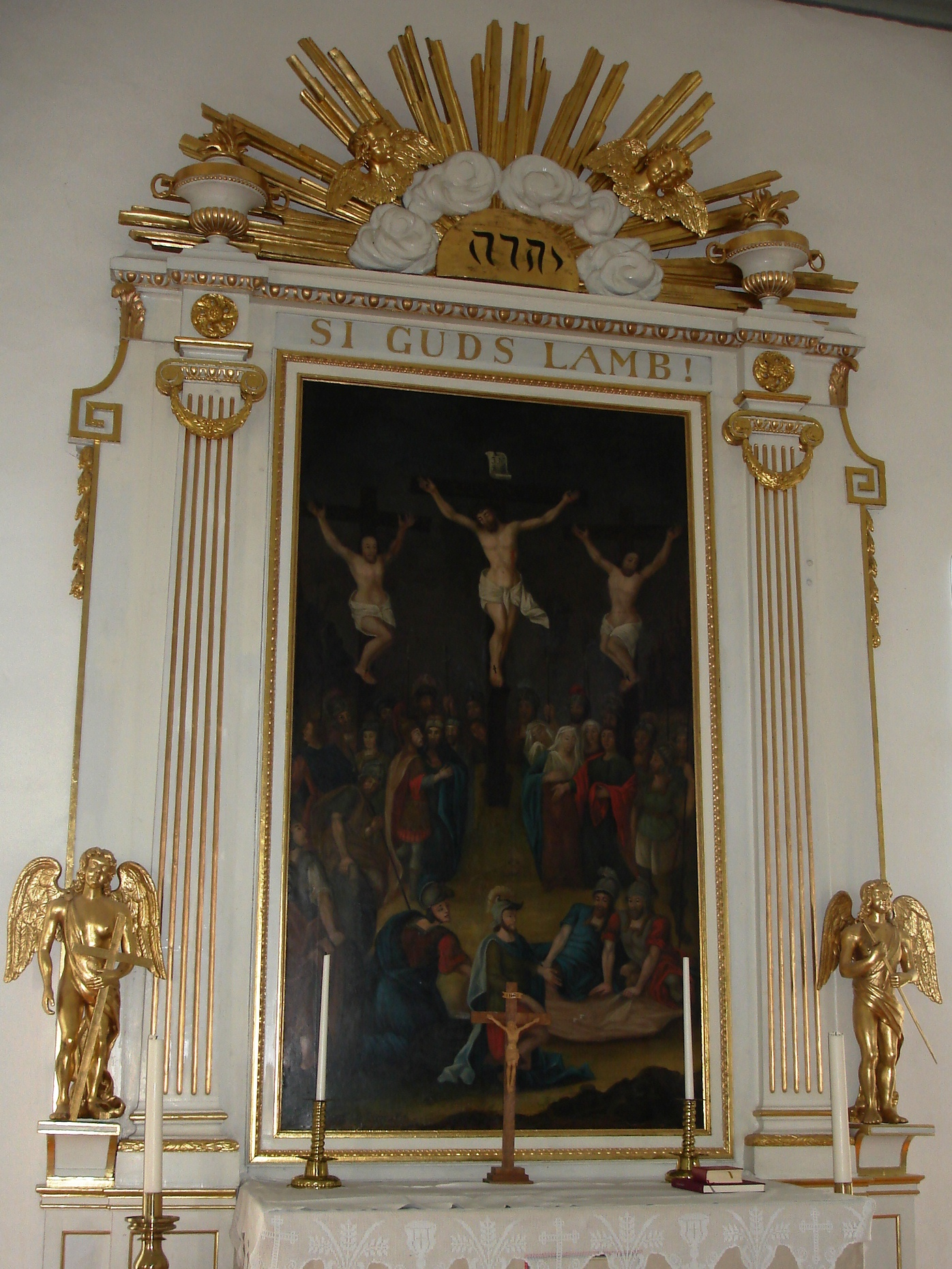
Altaruppsats huggen av Millberg och målad av Martin David Roth.

Johan Millberg var troligen född 1741 i Stockholm, död 1814 i Landskrona, var en svensk bildhuggare.
Han var från 1781 gift med rådmansänkan Christina Maria Pripp. Om Millbergs tidiga verksamhet finns inte mycket text bevarat men man vet att han studerade för Carl Gustaf Pilo vid Det Kongelige Danske Kunstakademi i Köpenhamn och att han 1775 var bosatt i Stockholm och var elev vid Konstakademien i Stockholm. På anmodan av generalmajoren Alexander Strussenfelt flyttade han till Landskrona för att utföra bildhuggeriarbeten på offentliga byggnader. Från arkivaliska handlingar vet man att han 1784 påbörjade utförandet av ett par ramar till Sofia Albertina kyrka och en dopfunt till Kvistofta kyrka med bildhuggerier och en förgyllning på marmorerad botten. För Västra Karups kyrka och Örkeneds kyrka utförde han altaruppsatser som senare målades av akademiritmästaren Martin David Roth från Lund. För S:t Olofs kyrka utförde han en ram till ett kungatal. Millberg var även kunnig i att foliera glas till speglar och fick tillstånd att upprätta en spegelfabrik i Landskrona. Lönsamheten var låg och han sökte 1780 burskap som handlare och efter vissa tvister med staden lyckades han få sitt burskap och drev därefter spegelfabriken och bildhuggeriet som bisyssla. Inte heller handelsrörelsen gav något större överskott så Millberg dog som en ganska utarmad man. 